# Isola di Vittoria Garcia
Vittoria Garcia (o Vittoria Garzia) è un'isola dell'Italia sita nel mar Ionio, in Sicilia.
Amministrativamente appartiene ad Augusta, comune italiano della provincia di Siracusa.

## Storia
Nel 1566 il viceré Garcia de Toledo dispose la costruzione, su due scogli, presenti nell’ampia rada del porto, di un forte munito di artiglierie che, insieme a quelle del castello (di origine federiciana), con tiri incrociati, potesse contrastare la presenza di una flotta nemica ed impedire un suo eventuale sbarco. Il progetto fu affidato all'ingegnere del Regno Antonio Conte. A causa del costo delle fondazioni in mare si optò per due forti separati, a cui venne dato il nome di Forte Garcìa, dal nome del viceré, e di Forte Vittoria dal nome della moglie (Vittoria Colonna).
Le fortificazioni, come del resto il vicino forte de Avalos (costruito dal successivo viceré all'imbocco della rada, si rivelarono del tutto inefficaci in occasione dell'assalto francese a Siracusa a causa delle altre scarsissime difese della città.